# Les Égarés (film, 1955)
Pour les articles homonymes, voir Les Égarés.
Pour plus de détails, voir Fiche technique et Distribution.
Les Égarés (Gli sbandati) est un film italien réalisé par Francesco Maselli, sorti en 1955.

## Synopsis
Italie, été 1943. Le fascisme s'effondre, Mussolini est destitué, le Royaume change d'alliance et les Allemands envahissent le pays. Début septembre, le gouvernement italien annonce la signature d'un armistice avec les Anglo-américains. C'est pourtant le prélude à de terribles affrontements dans toute la péninsule. Depuis le début de la guerre, la comtesse Luisa, l'épouse d'un homme d'affaires décédé, a quitté Milan pour se réfugier dans sa somptueuse villa des bords du Pô. Auprès d'elle, sont réunis son fils Andrea, son neveu Carlo, dont le père est un dignitaire fasciste, et un vieil ami de la famille, Ferruccio Nascimbene. Les jeunes hommes ont l'air plutôt insouciants. Carlo est toutefois le seul à saisir l'ampleur du drame national. De nombreux sans-abri arrivent des cités bombardées. Le maire du village demande à Andrea d'héberger une famille. Fasciné par la beauté de Lucia, une jeune ouvrière évacuée, ce dernier accepte d'accueillir la totalité des membres du foyer. Plus tard, en l'absence de sa mère retournée à Milan, Andrea va même cacher des soldats italiens déserteurs. Cet acte courageux suscite la sympathie de Carlo, secrètement mêlé à la Résistance, et l'amour de Lucia. Il en va tout autrement pour Ferruccio qui informe d'emblée les occupants allemands. Les soldats fuient dès lors vers la montagne en utilisant un camion dans lequel doivent prendre place Lucia, Carlo et Andrea. Au dernier moment, néanmoins, la venue de la comtesse modifie le comportement d'Andrea qui refuse de suivre ses compagnons. Retenu aux côtés de sa mère, Andrea entend au loin le crépitement des mitraillettes allemandes, signe d'une tragédie irrémédiable...

## Fiche technique
- Titre français : Les Égarés
- Titre original : Gli sbandati
- Réalisation : Francesco Maselli
- Scénario : Francesco Maselli, Aggeo Savioli et Eriprando Visconti
- Photographie : Gianni Di Venanzo
- Musique : Giovanni Fusco
- Décors : Gianni Polidori
- Costumes : Emanuela Castelbarco
- Montage : Antonietta Zita
- Production : Franco Cucchini, Nicola Caracciolo pour CVC, Antonio Pellizari
- Pays de production :  Italie
- Format : Noir et blanc - Mono
- Genre : drame
- Durée : 75 minutes
- Dates de sortie :
  - Italie : 29 août 1955 (Mostra de Venise)
  - France : 4 mai 2016

## Distribution
- Lucia Bosè : Lucia
- Isa Miranda : Comtesse Luisa
- Jean-Pierre Mocky : Andrea
- Goliarda Sapienza : la tante de Lucia
- Anthony Steffen : Carlo
- Leonardo Botta : Ferruccio
- Marco Guglielmi : un soldat
- Giuliano Montaldo : un soldat
- Giulio Paradisi
- Terence Hill

## Commentaire
Tourné, pour l'essentiel, en décors naturels dans la villa Toscanini de Repalta Guerini, près de Crémone, et dans la région de la rivière Serio dans la plaine du Pô, Gli sbandati est longtemps demeuré inconnu en France. Le premier long métrage de Francesco Maselli traite d'une période historique très rarement abordée dans le cinéma italien. 1943 est une année cruciale pour la péninsule qui traverse un moment de confusion et de désordre. « Ce climat de chaos est évoqué de façon exemplaire par Valerio Zurlini dans Estate violenta (1959) et par Luigi Comencini dans Tutti a casa (1960) », note Jean-Antoine Gili, spécialiste du cinéma italien. Celui-ci fait remarquer, en outre, que le titre français Les Égarés aurait pu être traduit plus justement de l'italien, sbandati signifiant également dispersés. Ici, ce sont ces « personnes qui fuient la guerre et les bombardements, ce sont aussi les soldats italiens qui, faits prisonniers par les Allemands dont ils sont devenus les ennemis, cherchent à s'enfuir et à rentrer chez eux ou à rejoindre le maquis pour lutter contre l'envahisseur », écrit encore J.-A. Gili.